# Дым коромыслом (мультфильм)
«Дым коромыслом» — советский рисованный мультфильм, созданный режиссёром Иваном Давыдовым на студии «Союзмультфильм» в 1979 году. Поучительный мультфильм об истории и вреде курения.

## Сюжет
Главный рассказчик сатирической истории — Мефистофель. Сам же он является тоже героем этого времени. Оказывается, что курить начали ещё в 1492 году. К тому времени Христофор Колумб открыл Америку. От едкого дыма дамы чихали, дети пугались, а мужчины теряли сознание. Чтобы проверить вред привычки, цирюльник скормил никотин лошади. Результат не заставил долго ждать — у животного возникли судороги, тряски и в итоге та отбросила копыта.
Далее Мефистофель переносит всех в 2078 год. Один инопланетянин решил посмотреть есть ли жизнь на Земле. Ответ оказался — нет! Одна парочка мужчин решила охотно покурить с гуманоидом, но и тут они задохнулись от дыма. В конце предупреждают, что курение вредно для здоровья.

## Создатели
- автор сценария — Анатолий Митяев;
- режиссёр — Иван Давыдов;
- художники-постановщики — Эрик Беньяминсон, Константин Карпов
- оператор — Светлана Кощеева
- художники-мультипликаторы: Виктор Шевков, Алексей Букин, Татьяна Померанцева, Виктор Арсентьев, Виктор Лихачёв, Александр Елизаров
- композитор — Михаил Меерович
- звукооператор — Борис Фильчиков
- монтажёр — Галина Смирнова
- редактор — Наталья Абрамова;
- художники — Всеволод Максимович, Инна Заруба, Дмитрий Анпилов
- директор картины — Любовь Бутырина

## Роли озвучивали
- Всеволод Ларионов — Мефистофель